# Бергфельд
Бергфельд (нім. Bergfeld) — громада в Німеччині, розташована в землі Нижня Саксонія. Входить до складу району Гіфгорн. Складова частина об'єднання громад Броме.
Площа — 10,6 км2. Населення становить 883 ос. (станом на 31 грудня 2021).